# 丽江茴芹
丽江茴芹（学名：Pimpinella rockii）为伞形科茴芹属的植物，为中国的特有植物。分布在中国大陆的云南等地，生长于海拔2,800米至3,500米的地区，多生长于岩壁缝隙以及高山草甸中，目前尚未由人工引种栽培。